# Carinefferia ordwayae
Carinefferia ordwayae là một loài ruồi trong họ Asilidae. Carinefferia ordwayae được Wilcox miêu tả năm 1966. Loài này phân bố ở vùng Tân Bắc giới.